# Yu Jie
Œuvres principales
China's Best Actor: Wen Jiabao (en)
Compléments
Yu Jie vit, en exil, aux États-Unis depuis 2012
Yu Jie (chinois : 余杰 ; pinyin : Yú jĭe), né le 3 octobre 1973 à Chengdu dans la province du Sichuan.

## Biographie
Son premier livre Feu et glace publié en 1998, a été interdit après s'est vendu à deux millions d'exemplaires. 
Yu Jie se convertit au christianisme dans les années 2002-2003, Il critique les autorités chinoises quand celles-ci ferment les églises de maison chinoises non contrôlées par l'État. Yu Jie, un des penseurs de l'église protestante chinoise, met en avant le réformateur genevois Jean Calvin qui selon lui permet d'appréhender « les rapports entre la foi individuelle et la société ». Yu Jie demande la séparation entre la religion et l'État. Le 11 mai 2006 le président américain George Bush reçoit à la Maison-Blanche des opposants au régime chinois avec les écrivains Yu Jie et Wang Yi et l'avocat Li Baiguang.
En 2008, il est un des 303 intellectuels chinois signataires de la charte 08. Par ailleurs, il signe avec d'autres intellectuels chinois dont Wang Lixiong, Liu Xiaobo, Ding Zilin, une pétition demandant en particulier la fin de la censure concernant la répression au Tibet.
En octobre 2010, alors que le prix Nobel de la paix est attribué à Liu Xiaobo, un de ses amis, Yu Jie est arrêté et torturé.
Alors que Yu Jie rédige une biographie de Liu Xiaobo, il décide de quitter la Chine en janvier 2012, devant les menaces des autorités de le mettre en prison si cet ouvrage était publié.
Yu est un partisan majeur de Donald Trump. Lorsque la juge de la Cour suprême des États-Unis, Ruth Ginsburg, est décédée en 2020, Yu a déclaré qu'il avait ri au ciel pour célébrer sa mort, car elle était « l'ennemie la plus diabolique de l'Amérique »,.

## Ouvrages
- Fire and Ice (1998), Economy Daily Press, China.
- Screams within Iron House (1998), Chinese Industry & Commerce Syndicate Press.
- Fire and Ice (1999), (Hong Kong édition), Cosmos Books.
- To Say, or not to Say (1999), Culture and Art Publishing House.
- Awkward Times (1999), YueLu Publishing House.
- Civilization Pain (1999), (Self Anthology), Bai Hua Publishing House.
- Fly the Wings (2000), China Film Publishing House.
- The Road of Wandering Hero - The Mind History of the Transformation Intellectuals in our times (2009), Taiwan Linking Publishing Co.
- China's Best Actor: Wen Jiabao (en) (2010), New Century Publishing Co.
- Xi Jinping, the Godfather